# Senckenbergische Naturforschende Gesellschaft

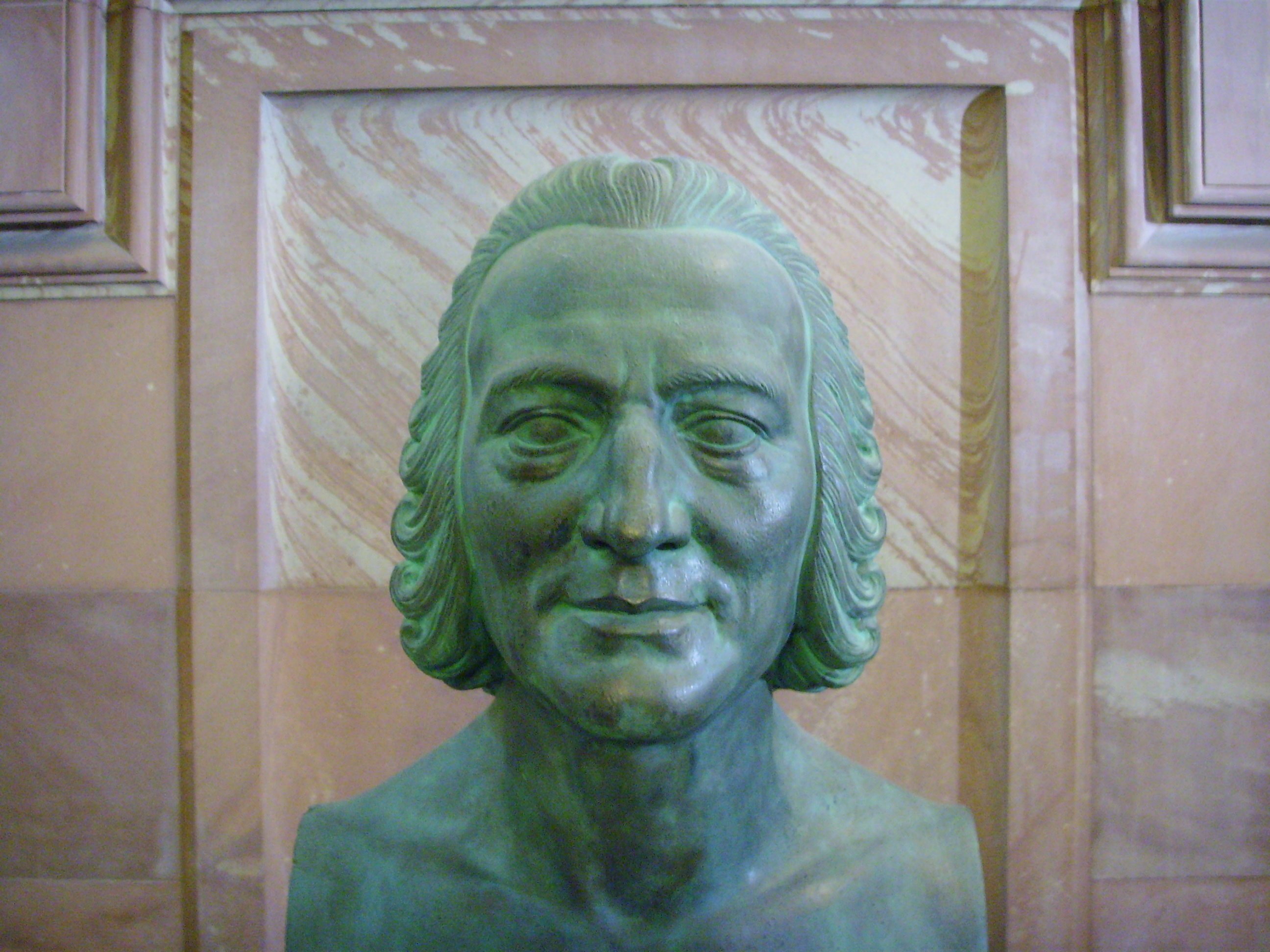
Johann Christian Senckenberg

Senckenbergische Naturforschende Gesellschaft (SNG) es una sociedad científica fundada en 1817 por los residentes de Fráncfort del Meno, a instancias de Goethe (1749-1832) quien visitó la ciudad en 1815. Fue diseñado para fomentar la investigación en la historia natural y crear un museo público. El nombre de la sociedad conmemora al Dr. Johann Christian Senckenberg (1707-1772), quien interpretó a una historia científica muy importante de la ciudad durante el  siglo XVIII.
Senckenbergische Naturforschende Gesellschaft ahora dirige el mayor museo de Alemania , el Museo de Senckenberg (abierto desde 1821 ) y un instituto de investigación con domicilio en un solo lugar.
Esta empresa cuenta actualmente con 4.000 miembros. Sus obras son especialmente famosas en la geología, en la paleontología, en la botánica, en la zoología y la antropología.